# Kostel svatého Jakuba Většího (Domaslav)
Kostel svatého Jakuba Většího je barokní stavba v obci Domaslav u Konstantinových Lázní v Plzeňském kraji. Od roku 1964 je chráněn jako kulturní památka.

## Historie
Existence kostela v Domaslavi je doložena k roku 1357. O podobě tohoto středověkého kostela nejsou známé žádné zprávy, starší stavbu dnes připomínají pouze druhotně využité kamenné kvádry v obvodovém zdivu a také zvon pocházející ze 16. století. Podle záznamu z roku 1682 byl objekt ve špatném stavu. Na jeho místě vznikl počátkem 18. století dnešní kostel, a to jako kompletní novostavba. Celý kostel je dílem jedné stavební etapy. K barokním konstrukcím a prvkům náleží krovy, klenby, štíty lodi, zvonová stolice, kruchta, členění fasád, portály i okna. Krov lodi i presbytáře byl vztyčený před vyzděním štítů. Stavba byla dokončena asi v roce 1716. V pozdější době byly na kostele prováděny už jen dílčí opravy, jedna z nich měla proběhnout v roce 1904.
Kostel sloužil jako farní nejen obyvatelům Domaslavi, ale také těm z okolních obcí Zádub a Lomy a z dnes již zaniklého Milkova. Domaslavská farnost, resp. tzv. plebánie, existovala od roku 1352. V období reformace začala Domaslav spadat pod faru v Lestkově, vlastní fara byla v obci obnovena v roce 1708. Po skončení druhé světové války došlo v regionu k poklesu počtu obyvatel v důsledku vyhnání českých Němců. S tím souvisí také zrušení domaslavské farnosti ke konci roku 1949.
V osmdesátých letech 20. století žil na bývalé faře páter Chroust, kolem něhož se zformovalo společenství mladých věřících, kteří za ním dojížděli z větších měst. Jejich aktivity byly důležitým základem pro další život fary a kostela. Od roku 1998 o kostel i přilehlou faru a farní zahradu pečuje Spolek Domaslav, který zde rovněž pořádá kulturní akce či setkání domaslavských rodáků a jejich potomků z řad vysídlených českých Němců. Kostel je veřejnosti přístupný při občasných bohoslužbách, kulturních akcích či během Noci kostelů.

## Popis stavby
Exteriér kostela se vyznačuje pojetím v duchu střídmého, klasicizujícího baroka. Kostel je jednolodní stavbou, zakončenou presbytářem orientovaným na východ. K němu přiléhá věž zakončená barokní bání. Dvě nejnižší patra věže sloužila jako sakristie, vyšší patra jsou přístupná samostatným vstupem zvnějšku. V úrovni nejvyššího patra, určeného k umístění zvonů, se zvenčí na nárožích věže nacházejí niky se zbytky figurální výzdoby. Jednoduché průčelí kostela zdobí socha světce v nice a nad ní latinský nápis, který dokládá zasvěcení sv. Jakubu Většímu i rok výstavby:
| „ | DIVO – IACOBO MAIORI – APOSTOLO SACRUM – MDCCXV | “ |

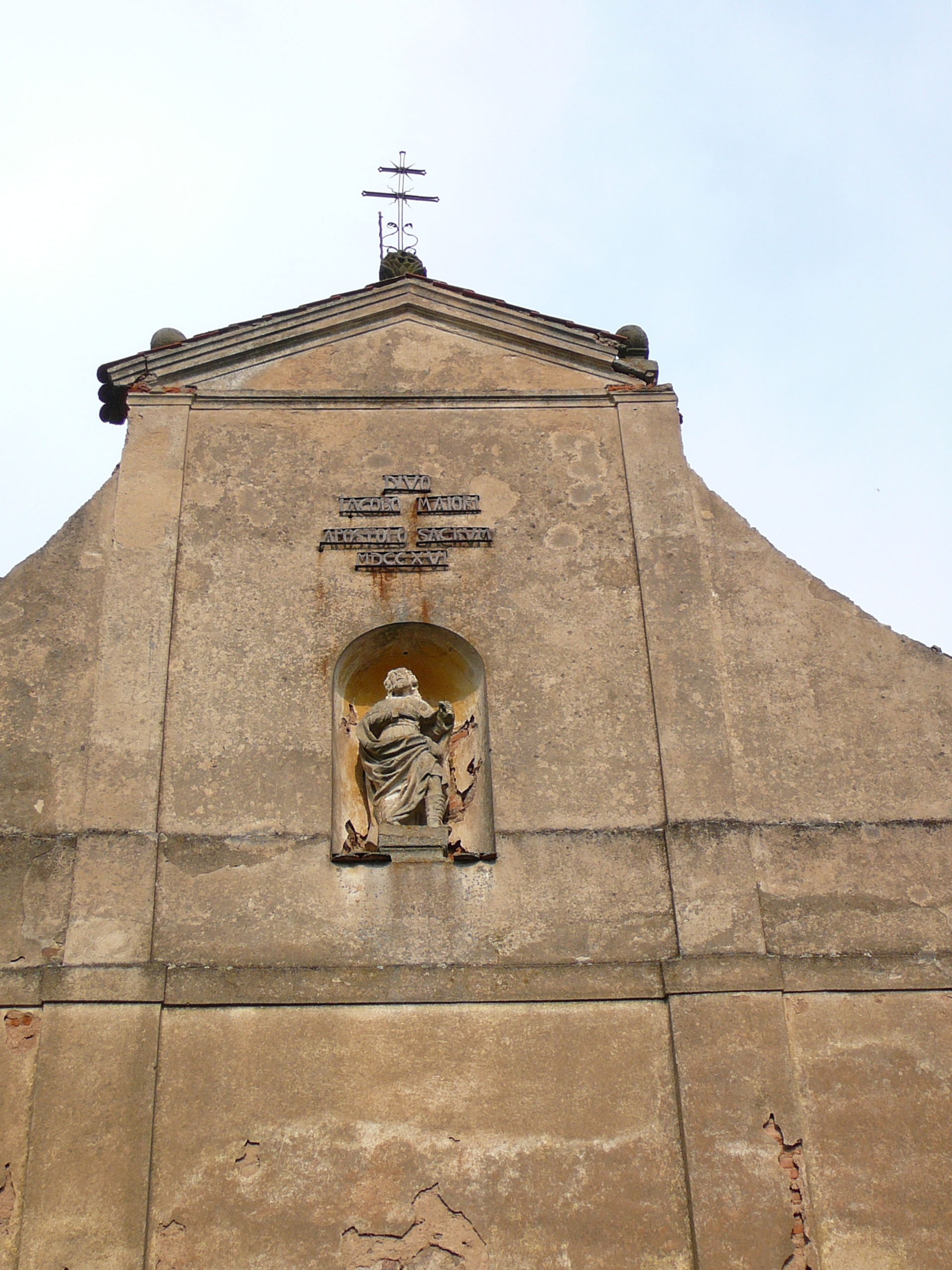
Průčelí kostela se sochou a nápisem

Interiér kostela je střídmý, loď je zakončena plochým stropem, zdobeným výmalbou, a opatřena po obou stranách trojicí rozměrných vitrážových oken. Chátrání kostela ve druhé polovině 20. století se podepsalo i na původním vybavení, přesto se v kostele dochovala trojice oltářů včetně částí původní umělecké výzdoby, kazatelna přístupná z horního patra sakristie, nástěnné malby, dřevěné lavice, balustrády a kruchta s varhanami. Podle očitých svědectví byly varhany při ručním pohonu funkční ještě na počátku 21. století.